# Beta Tucanae

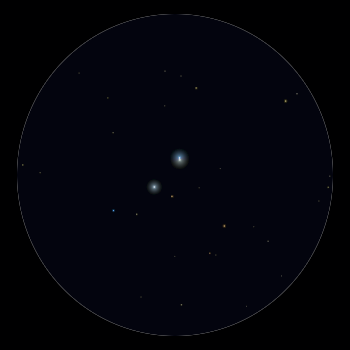
Beta Tucanae
Beta Tucanae (en abrégé β Tuc), ou Bêta du Toucan en français, est un groupe de six étoiles qui semblent être au moins vaguement liées dans un système dans la constellation du Toucan. L'ensemble fait partie d'un groupe d'étoile plus vaste, l'association Toucan-Horloge.
Trois étoiles sont assez lumineuses et distinctes pour s'être vu attribuer leur propre désignation de Bayer, β1 Tucanae à β3 Tucanae. Le système est situé à environ 140 années-lumière de la Terre.

## Structure du système
|  | A |
|  |   |
|  | B |
|  |   |

|  | C |
|  |   |
|  | D |
|  |   |

|  | A |
|  |   |
|  | B |
|  |   |

|  | C |
|  |   |
|  | D |
|  |   |

| = E | \| \| Ea \| \| \| \| \| \| Eb \| \| \| \| |
|     | \| \| Ea \| \| \| \| \| \| Eb \| \| \| \| |
|     | Ea                                        |
|     |                                           |
|     | Eb                                        |
|     |                                           |

|  | Ea |
|  |    |
|  | Eb |
|  |    |

|  | A |
|  |   |
|  | B |
|  |   |

|  | C |
|  |   |
|  | D |
|  |   |

|  | A |
|  |   |
|  | B |
|  |   |

|  | C |
|  |   |
|  | D |
|  |   |

| = E | \| \| Ea \| \| \| \| \| \| Eb \| \| \| \| |
|     | \| \| Ea \| \| \| \| \| \| Eb \| \| \| \| |
|     | Ea                                        |
|     |                                           |
|     | Eb                                        |
|     |                                           |

|  | Ea |
|  |    |
|  | Eb |
|  |    |

## β1,2Tucanae
Les deux sous-systèmes les plus brillants, β1 Tucanae et β2 Tucanae, sont à 27 secondes d'arc l'un de l'autre, soit au moins 1100 unités astronomiques. β1 Tucanae et β2 Tucanae sont tous les deux des systèmes binaires.
β1 Tucanae est constituée des étoiles β Tucanae A et B. β Tucanae A est une étoile bleu-blanc de la séquence principale (type spectral B) de magnitude apparente +4,36. β Tucanae B est une étoile naine rouge (type spectral M3) d'une magnitude de +13,5 située à 2,4 secondes d'arc de β Tucanae A, soit au moins 100 unités astronomiques.
β2 Tucanae est constituée des étoiles β Tucanae C et D. β Tucanae C et D sont toutes les deux des étoiles blanches de la séquence principale (type spectral A), de magnitudes apparentes respectives +4,53 et +6. Les deux étoiles sont séparées de 0,38 seconde d'arc, soit 16 unités astronomiques.

## β3Tucanae
β3 Tucanae est également un système binaire, autrement appelé β Tucanae E. Il est séparé de β1 et β2 Tucanae de 9 minutes d'arc sur le ciel, ce qui met les deux systèmes à au moins 23 000 unités astronomiques l'un de l'autre, ou 0,37 année-lumière. Il n'est pas clair à quel point β3 Tucanae est gravitationnellement lié au reste du système β Tucanae, mais toutes les étoiles sont à la même distance de la Terre et ont le même mouvement propre sur le ciel, ce qui indique qu'elles s'influencent gravitationnellement les unes les autres à un certain point.
Les deux composantes du système binaire, nommées β Tucanae Ea et β Tucanae Eb, sont des étoiles blanches de la séquence principale (type spectral A) de magnitude apparente +5,8 et +6,0. Elles sont séparées de 0,1 seconde d'arc, soit au moins 4 unités astronomiques.

## Désignation des membres
La désignation des étoiles de ce système est complexe. Selon les catalogues, les étoiles sont considérées séparément ou non. Le tableau ci-dessous récapitule les désignations qui existent.
| Catalogue | Système complet                         | (AB,CD) | AB                        | A           | B           | CD         | C           | D           | E           | Ea           | Eb           |
| --------- | --------------------------------------- | ------- | ------------------------- | ----------- | ----------- | ---------- | ----------- | ----------- | ----------- | ------------ | ------------ |
| CCDM      |                                         |         | CCDM J00316-6258 AB       |             |             |            |             |             |             |              |              |
| Bayer     | β Tucanae                               |         | β1 Tucanae                |             |             | β2 Tucanae |             |             | β3 Tucanae  |              |              |
|           | β Tucanae                               |         |                           | β Tucanae A | β Tucanae B |            | β Tucanae C | β Tucanae D | β Tucanae E | β Tucanae Ea | β Tucanae Eb |
| ?         |                                         |         | B 7                       |             |             |            |             |             |             |              |              |
| ?         |                                         |         | LCL 119 AB                |             |             |            |             |             |             |              |              |
| ?         |                                         |         | SHY 114 AB                |             |             |            |             |             |             |              |              |
| CPC       |                                         |         | CPC 20.1 104              |             |             |            |             |             |             |              |              |
| CPD       |                                         |         | CPD-63 50                 |             |             |            |             |             |             |              |              |
| CSI       |                                         |         | CSI-63 50 41 CSI-63 50 43 |             |             |            |             |             |             |              |              |
| GC        |                                         |         | GC 625                    |             |             |            |             |             |             |              |              |
| GCRV      |                                         |         | GCRV 287                  |             |             |            |             |             |             |              |              |
| GEN#      |                                         |         | GEN# +1.00002884          |             |             |            |             |             |             |              |              |
| GSC       |                                         |         | GSC 08844-01519           |             |             |            |             |             |             |              |              |
| HD        |                                         |         | HD 2884                   |             |             | HD 2885    |             |             | HD 3003     |              |              |
| HIP       |                                         |         | HIP 2484                  |             |             | HIP 2487   |             |             | HIP 2578    |              |              |
| HR        |                                         |         | HR 126                    |             |             | HR 127     |             |             | HR 136      |              |              |
| PMSC      | PMSC 00270-6331                         |         |                           |             |             |            |             |             |             |              |              |
| WDS       | WDS J00315-6257 WDS J00315-6257 AB,CD,E |         |                           |             |             |            |             |             |             |              |              |

### Base de données SIMBAD
- (en) β Tucanae sur la base de données Simbad du Centre de données astronomiques de Strasbourg.
  - (en) β1 Tucanae sur la base de données Simbad du Centre de données astronomiques de Strasbourg.
  - (en) β2 Tucanae sur la base de données Simbad du Centre de données astronomiques de Strasbourg.
    - (en) β Tucanae C sur la base de données Simbad du Centre de données astronomiques de Strasbourg.
    - (en) β Tucanae D sur la base de données Simbad du Centre de données astronomiques de Strasbourg.

  - (en) β3 Tucanae sur la base de données Simbad du Centre de données astronomiques de Strasbourg.